# Johnstonianidae
Johnstonianidae zijn  een familie van mijten. Bij de familie zijn 10 geslachten met circa 55 soorten ingedeeld.